# Lasthenia
Lasthenia là một chi thực vật có hoa trong họ Cúc (Asteraceae).

## Loài
Chi Lasthenia gồm các loài: